# ピーチツリークリークの戦い
ピーチツリークリークの戦い（ピーチツリークリークのたたかい、英:Battle of Peachtree Creek）は、南北戦争のアトランタ方面作戦の一部として1864年7月20日に、ジョージア州フルトン郡で行われた戦闘である。この戦闘は北軍ウィリアム・シャーマン少将の軍隊として初めてアトランタ防衛軍に掛けられた大きな攻撃だった。戦闘に参加した主力は北軍がジョージ・ヘンリー・トーマス少将の指揮するカンバーランド軍であり、南軍はジョン・ベル・フッド中将の指揮するテネシー軍だった。フッドにとってはテネシー軍指揮官として最初の戦闘だった。

## 戦闘
南軍ジョセフ・ジョンストン将軍はシャーマンの行軍から後退し、アトランタの真北にあるピーチツリー・クリークを渉って撤退した。ジョンストンはトーマス軍の一部がクリークを渉ったときに攻撃を掛ける作戦を立てていた。1864年7月17日、ジョンストンはアメリカ連合国大統領ジェファーソン・デイヴィスからその指揮官を解任する手紙を受け取った。アメリカ連合国の政治的指導層は北軍大部隊に対抗するジョンストンの攻撃性の無さに不満であり、このために指揮官をフッドに挿げ替えた。ジョンストンが慎重な戦術と人員を惜しむのとは対照的に、フッドは攻撃的な戦術と戦場での勇敢さで評判だった（フッドは戦闘で既に何度も負傷していた）。フッドが指揮官に就き、計画されていた反攻を実行に移した。
7月9日、フッドはシャーマンがその軍隊を分割したことを知った。トーマスのカンバーランド軍はアトランタに真っ直ぐ向かっており、ジョン・マカリスター・スコフィールド少将のオハイオ軍とジェイムズ・マクファーソン少将のテネシー軍は数マイル東に動いて、シャーマンの全体戦略である南軍の物資補給線を遮断するために、東側の鉄道を破壊する初期行動に移っていることは明らかだった。トーマス軍はピーチツリー・クリークを数箇所で渉る必要があり、渡河する時と渉った直後に胸壁を築き上げるまでの間、脆弱になるはずだった。さらに南軍ウィリアム・J・ハーディ少将の軍団が攻撃すれば、北軍第4軍団に対して南軍にとってこの戦争では稀な3対1という戦力差で戦うことができると見込まれた。フッドはトーマス軍を西方に追い出してしまえば、スコフィールドやマクファーソンの軍隊との距離がさらに遠くなり、シャーマンはその軍隊をアトランタから離れて迂回せざるを得なくなると期待した。
この長所となるはずのものは南軍がその開始陣地に遅れて到着したときに霧消した。トーマス軍の大半は既にクリークの南岸に渉り終えており、優位な立場で戦闘の準備をしていた。それでもフッドはピーチツリー通りに近い北軍左翼に正面攻撃を掛けさせ、南軍は北軍の縦射を受ける状況に追い込まれた。ある時点で北軍の中央が後退させられたが、最終的に持ち堪え、南軍は日没と共に攻撃を中止せざるを得ず、その時までに戦いの焦点は2マイル (3 km)西のハウェルズミル道路にまで移っていた。損失の総推計値は6,506名であり、このうち北軍は1,710名、南軍は4,796名だった。
多くの歴史家は南軍の特にフッドとハーディの戦術と実行を批判してきた。ジョンストンは防衛的な戦いを続けたが、既にピーチツリー・クリークでの反撃を決心していた。実際にカンバーランド軍がピーチツリー・クリークを渉り始めたときに攻撃するという作戦はジョンストンのものであった。ケネソー山の戦いから長く続いた後衛を守りながらの撤退は、シャーマンがその優勢な部隊を使って常に大規模な回り込み行動を採ったことから理解できるものである。さらにジョンストンは多くの地域を失ってはきたが、シャーマン軍の勢力的優位を2対1から8対5まで縮めてきていた。
ジョンストンを向こう見ずなフッドに挿げ替えたのは、実質的に戦いの前夜のことであり、一般に誤りだったと認識されてきた。実際にフッド自身、他の将軍達と同様、デイヴィスに命令の撤回を求める電報を打っており、「このような特別の時期に軍隊の指揮官を変えることは危険なこと」であると忠告していた。さらに、フッドの全体作戦はもっともらしく、見事なものですらあったが、部隊を編成し北軍が川を渉る前に配置できなかったこと、ハーディがその部隊を使いこなせなかったこと、およびフッドが利点を失ったと分かっても攻撃を続行させる決断をしたことが重大で予測どおりの敗北に繋がってしまった。

## 今日の戦場跡
この戦場跡は都市開発のために多くが失われてしまっている。タンヤード・クリーク公園が戦闘の中心近くだった場所を占めており、幾つかの記念標識が置かれている。ピーチツリー戦場アベニューはこの戦闘を記念したものである。